# تسوزامالتهایم
تسوزامالتهایم (به آلمانی: Zusamaltheim) یک شهر در آلمان است که در بایرن واقع شده‌است.

## خصوصیات
تسوزامالتهایم ۱۷٫۹۰ کیلومترمربع مساحت دارد ۴۴۴ متر بالاتر از سطح دریا واقع شده‌است.